# 半人馬座α Bb

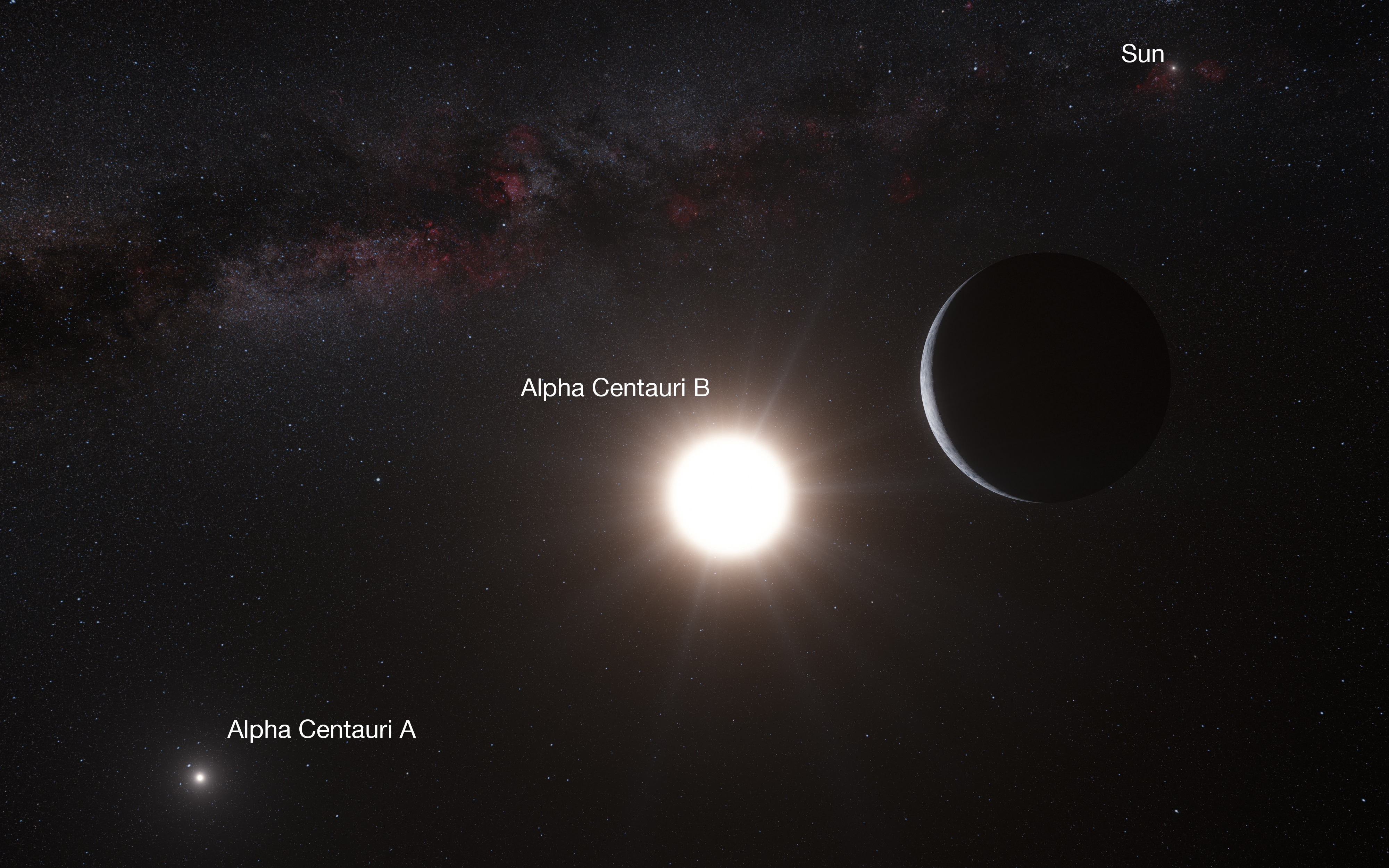
歐洲南方天文台所繪的半人馬座αBb想像圖

半人馬座αBb（Alpha Centauri Bb），即南門二Bb，是環繞光譜類型 K 型主序星南門二B的一顆可能的系外行星，距離地球約4.37光年，位於半人馬座，然而該行星存在的可能性存疑。
一個來自歐洲的觀測者團隊於2012年10月聲稱發現該行星，消息廣為傳媒報導，不過有一些天文學家則抱持懷疑態度，認為該歐洲團隊把數據過度解讀。至2015年10月，牛津大學的天文學家發表科學論文推翻該行星的存在可能性，他們把一些隨機產生的合成數據與真實的天文數據進行相同的統計分析，結果發現分析得出相同的結果；令聲稱發現行星的論文作者杜穆斯克坦言自己不能百分百肯定發現該行星，且稱該行星有可能不存在。

## 物理特性
該行星並不是位於母恆星的適居帶，並且距離母恆星只有0.04天文單位，公轉周期則只有3.236日。它的質量下限至少是地球的1.13倍，但實際值尚待軌道傾角確定後才能得知。它的表面溫度預估大約至少是1200°C或1500 K，這遠高於液態水能存在的溫度，甚至高於許多含矽酸鹽岩石熔化成岩漿的溫度。相較之下，太陽系中表面溫度最高的行星金星表面溫度是462°C或735 K。 
星震分析、色球活動和恆星自轉（迴轉年代學）研究南門二A和B的結果，判定這兩顆恆星的年齡稍高於太陽系，大約是45到70億年。

## 偵測
南門二B的適居帶範圍大約是0.5到0.9天文單位。2009年時電腦模擬顯示行星在適居帶內最可能存在的位置是在適居帶內界線。模擬中必須要有特殊假設以得到距離恆星較遠，讓行星形成吸積過程易於進行的環境。然而，如果南門二A和B原本是在結構緊密的疏散星團內形成，則可能發生兩者形成時位置距離較遠，之後兩者逐漸靠近的狀況。這個狀況下適合行星形成的位置將距離南門二B較遠。南門二B因為它距離較近、恆星活動穩定和它的質量較太陽低，是以徑向速度法尋找類似地球的行星的最佳候選者之一。
自2009年起，一組成員主要來自於日內瓦天文台和波爾圖大學天文物理中心的歐洲天文學家團隊以位於智利拉西拉天文台的高精度徑向速度行星搜索器利用徑向速度法進行搜尋。2012年10月16日該團隊宣布在南門二B旁發現質量相當於地球的系外行星。該行星的重力讓母恆星徑向速度改變值是0.51 m/s，因此這次觀測被視為是徑向速度法至當時最高的精確度。
至2015年10月，即最初研究結果公佈三年後，牛津大學的研究人員發表了一篇題為《時間序列中的幽靈》的論文，指出了原始分析存在缺陷；牛津團隊使用與杜穆斯克相同的數據，發現該訊號不是由行星引起的，而是用於創建原始觀測時間序列的窗函数的數學產物，為了證明這一論斷，他們用隨機產生的噪音取代了實際的天文數據，並且得到了相同的結果。研究小組得出結論，他們的分析強調了在徑向速度數據中檢測微弱行星訊號的難度。